# Cardioglossa nigromaculata
Espèce
Statut de conservation UICN

 LC  : Préoccupation mineure
Synonymes
- Cardioglossa leucomystax var. nigromaculata Nieden, 1908

Cardioglossa nigromaculata est une espèce d'amphibiens de la famille des Arthroleptidae.

## Répartition
Cette espèce se rencontre dans le sud-ouest du Cameroun et dans le sud-est du Nigeria à basses altitudes.

## Publication originale
- Nieden, 1908 : Die Amphibienfauna von Kamerun. Mitteilungen aus dem Zoologischen Museum in Berlin, vol. 3, p. 491-518 (texte intégral).